# Juan Hernández Sierra
Juan Hernández Sierra (IPA [xwan erˈnandes ˈsjer:a]; Guane, 1969. március 16. –) négyszeres amatőr világbajnok kubai ökölvívó.

## Eredményei
- 1987-ben junior világbajnok könnyűsúlyban. A döntőben a Szovjetunió színeiben versenyző orosz Konsztantyin Czjut győzte le.
- 1991-ben aranyérmes a pánamerikai játékokon váltósúlyban.
- 1991-ben világbajnok váltósúlyban.
- 1992-ben olimpiai ezüstérmes. A döntőben az ír Michael Carruth-tól szenvedett vereséget.
- 1993-ban világbajnok váltósúlyban.
- 1995-ben világbajnok váltósúlyban. A döntőben az orosz Oleg Szaitovot győzte le.
- 1996-ban olimpiai ezüstérmes váltósúlyban. A döntőben Oleg Szaitovtól szenvedett vereséget.
- 1997-ben bronzérmes a világbajnokságon váltósúlyban. Az elődöntőben Oleg Szaitovtól szenvedett vereséget.
- 1999-ben aranyérmes a pánamerikai játékokon váltósúlyban.
- 1999-ben világbajnok váltósúlyban.